# Rayososaurus
Rayososaurus là một chi khủng long, được Bonaparte mô tả khoa học năm 1996.